# LOG ROAD DAIKANYAMA

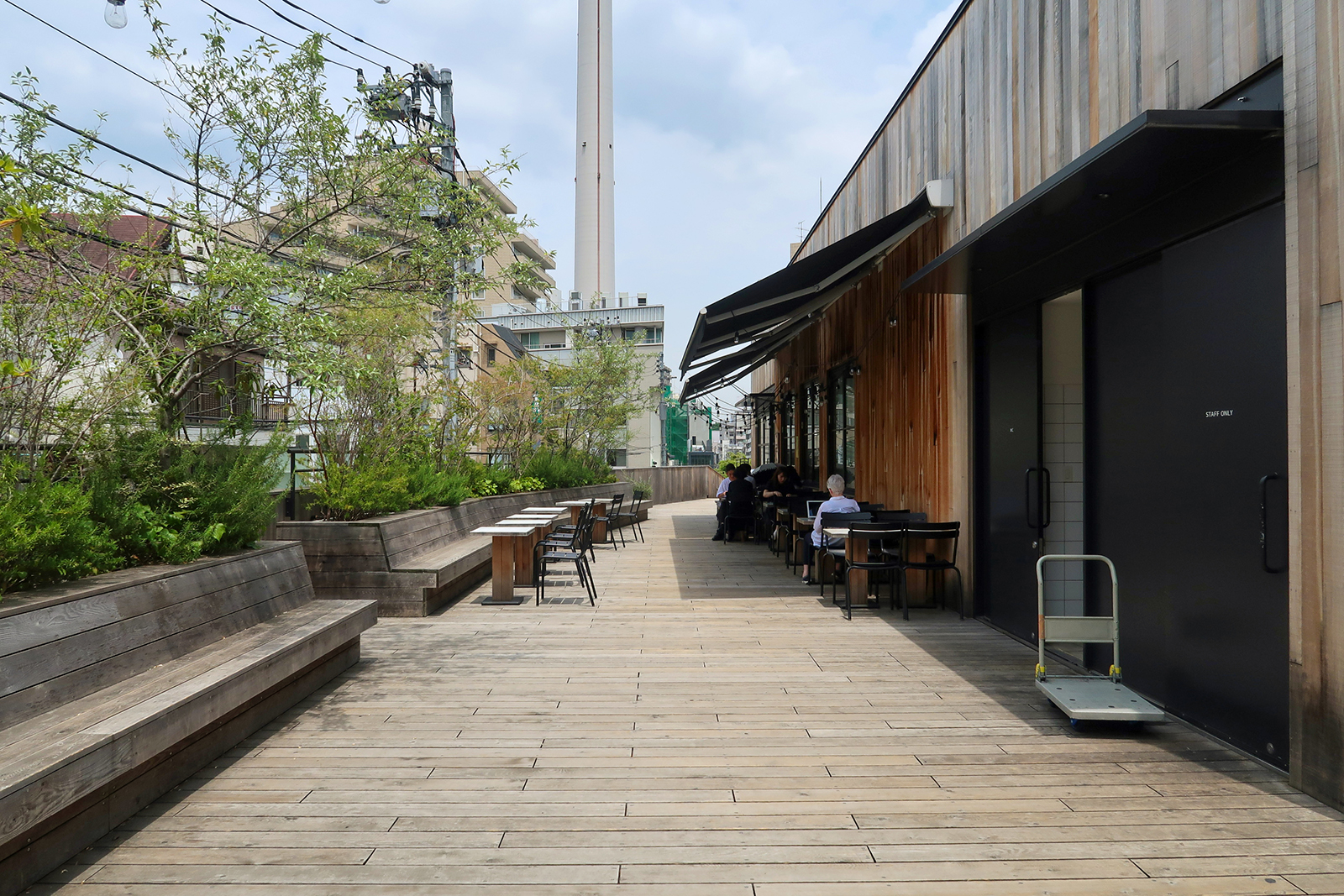
restaurant

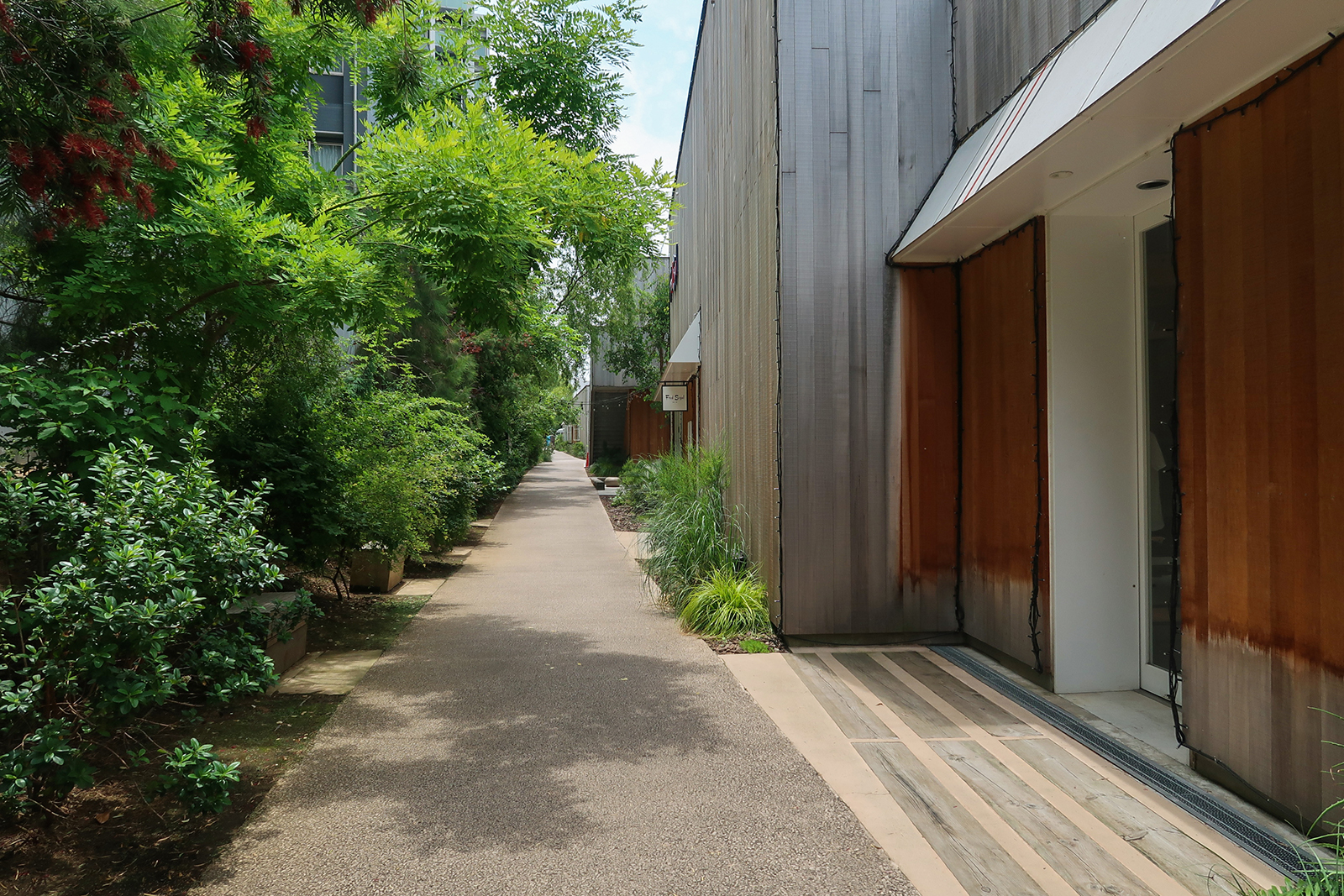
pathway

LOG ROAD DAIKANYAMA（ログロードだいかんやま）は、東京都渋谷区代官山町にある複合商業施設。2014年半ばに着工し、2015年4月17日に1号棟から4号棟が開業。5号棟は2015年6月に開業した。

## 概要
2013年3月に東急東横線と東京メトロ副都心線の相互直通運転が開始され、東横線の渋谷駅～代官山駅間の線路が地下化されたことに伴い、不要となった地上部分の線路を撤去した跡地に作られた商業施設である。その特性上、敷地は縦長であり、地下に東横線のトンネルがあることから建物の大きさに制限があるため、散策路と低層の建物（全5棟）を組み合わせた施設として設計されている。

## 主なテナント
SPRING VALLEY BREWARY TOKYO
麒麟麦酒が手がけるクラフトビールの新業態「SPRING VALLEY BREWARY」の店舗。店内に醸造用タンクを設置しており、季節に合わせたオリジナルのクラフトビールを提供することを売りとしている。1号棟に入居。
Fred Segal
アメリカのセレクトショップの日本進出1号店。2～4号棟を使用し、2号棟は食品、3号棟はレディースアパレル、4号棟はメンズアパレルを扱う。この他キッチンカー（ワゴン）による軽食の提供も行っている。
GARDEN HOUSE CRAFTS
5号棟に入居するカフェ。鎌倉市が本店の「GARDEN HOUSE」の2号店となる。
当初はサンフランシスコの人気カフェ「TARTINE BAKERY & CAFE」の日本進出1号店が入居する予定で、フォーバレルコーヒーによるコーヒーが提供される予定だった。しかし、2015年4月にブルーボトルコーヒーがTARTINE社を買収し、日本における同社カフェの運営もブルーボトルコーヒーが引き継ぐこととなったため、元々フランチャイジーとして本店舗を運営する予定だったTHINK GREEN PRODUCE（TGP）との間で交渉が行われた結果、TARTINEの出店は白紙となり、TGPの直営店舗としてオープンすることとなった。